# كريستين هاريس
كريستين هاريس (بالإنجليزية: Christine Harris)‏ هي ممثلة أسترالية، ولدت في 1959 في جنوب أستراليا في أستراليا.

## وصلات خارجية
- كريستين هاريس على موقع IMDb (الإنجليزية)
- كريستين هاريس على موقع قاعدة بيانات الفيلم (الإنجليزية)